# A consciência de Zeno
La Coscienza di Zeno (A consciência de Zeno [la koˈʃɛntsa di ˈdzeːno]) é um romance italiano escrito por Italo Svevo. O personagem principal é Zeno Cosini e o livro são suas memórias ficcionais, que ele escreve a pedido de seu psiquiatra. Enquanto escreve, ele aprende sobre seu pai, seus negócios, a esposa e seu hábito de fumar. O romance foi publicado em 1923.

## Sinopse
Já no fim da vida, Zeno Cosini, um bem-sucedido empresário de Trieste (norte da Itália), decide fazer um balanço de suas experiências no divã de um analista.
Ali, deitado no estreito sofá, ele começa a se dar conta de que toda a sua história, passada e presente, se compõe de pequenos fracassos: o casamento com uma mulher que ele não escolheu, o trabalho que não lhe agradava, as tentativas falhadas de parar de fumar ou de simplesmente mudar de rumo, ter outro destino. A lenta escavação dos fatos e das impressões pela memória é então submetida à visão implacável, irônica e às vezes hilariante de Zeno - que assim, de certa forma, consegue libertar-se da "doença", mas não de suas neuroses.
Imediatamente aclamada por autores do porte do romancista James Joyce e do poeta Eugenio Montale, esta obra-prima de Italo Svevo (1861-1928) põe do avesso as distinções entre sanidade e loucura, sucesso e derrota, ao mesmo tempo em que expõe ao ridículo os valores da moral burguesa. Valendo-se de recursos próprios da psicanálise, como a livre associação de idéias, o romance faz ainda uma sátira da ciência criada por Freud - de quem Svevo, aliás, foi tradutor.
É assim que Zeno chega à conclusão de que sua vida, afinal, "foi mais bela do que a dos assim chamados sãos". Italo Svevo morreu cinco anos depois de alcançar a consagração literária com este romance.